# Carla Gugino
Carla Gugino (/ɡʊˈdʒiːnoʊ/; sinh ngày 29 tháng 8 năm 1971) là một diễn viên người Mỹ. Cô được biết đến với vai diễn là Ingrid Cortez trong bộ ba Spy Kids, Sally Jupiter trong Watchmen (2009), Tiến sĩ Vera Gorski trong Sucker Punch (2011), và là nhân vật chính của bộ phim truyền hình Karen Sisco và Threshold. Tác phẩm điện ảnh của cô bao gồm các vai diễn trong Son in Law (1993),  Sin City (2005), Night at the Museum (2006), Mr. Popper's Penguins (2011), San Andreas (2015), The Space Between Us (2017), và Gerald's Game cũng như Kelor trong DC Extended Universe. Gugino đã có vai chính trong loạt phim truyền hình Political Animals (2012), Wayward Pines (2015), và Roadies (2016).

## Early life
Gugino sinh ở Sarasota, Florida, trong gia đình Carl Gugino, một bác sĩ chỉnh hình gốc người Ý, và một người mẹ gốc Anh-Ailen  được mô tả là "người Bohemia".

## Danh sách phim

### Điện ảnh
| Năm  | Phim                                     | Vai                          | Ghi chú    |
| ---- | ---------------------------------------- | ---------------------------- | ---------- |
| 1989 | Troop Beverly Hills                      | Chica Barnfell               |            |
| 1990 | Welcome Home, Roxy Carmichael            | Young Roxy Carmichael        |            |
| 1993 | This Boy's Life                          | Norma Hansen                 |            |
| 1993 | Red Hot                                  | Valentina                    |            |
| 1993 | Son in Law                               | Rebecca "Becca" Warner       |            |
| 1995 | Miami Rhapsody                           | Leslie Marcus                |            |
| 1996 | Jaded                                    | Megan "Meg" Harris           |            |
| 1996 | Homeward Bound II: Lost in San Francisco | Delilah                      | Lồng tiếng |
| 1996 | The War at Home                          | Melissa                      |            |
| 1996 | Wedding Bell Blues                       | Violet                       |            |
| 1996 | Michael                                  | Bride                        |            |
| 1997 | Lovelife                                 | Amy                          |            |
| 1998 | Snake Eyes                               | Julia Costello               |            |
| 1998 | Judas Kiss                               | Coco Chavez                  |            |
| 2001 | Spy Kids                                 | Ingrid Cortez                |            |
| 2001 | The Center of the World                  | Jerri                        |            |
| 2001 | The Jimmy Show                           | Annie                        |            |
| 2001 | The One                                  | T. K. Law/Massie Walsh       |            |
| 2002 | Spy Kids 2: The Island of Lost Dreams    | Ingrid Cortez                |            |
| 2003 | The Singing Detective                    | Betty Dark/Hooker            |            |
| 2003 | Spy Kids 3-D: Game Over                  | Ingrid Cortez                |            |
| 2005 | The Life Coach                           | Carla                        |            |
| 2005 | Sin City                                 | Lucille                      |            |
| 2006 | Even Money                               | Veronica                     |            |
| 2006 | Night at the Museum                      | Rebecca Hutman               |            |
| 2007 | The Lookout                              | Janet                        |            |
| 2007 | Rise: Blood Hunter                       | Eve                          |            |
| 2007 | American Gangster                        | Laurie Roberts               |            |
| 2008 | Righteous Kill                           | Det. Karen Corelli           |            |
| 2009 | The Unborn                               | Janet Beldon                 |            |
| 2009 | Sparks                                   | Robin                        | Phim ngắn  |
| 2009 | Watchmen                                 | Sally Jupiter / Silk Spectre |            |
| 2009 | Race to Witch Mountain                   | Dr. Alex Friedman            |            |
| 2009 | Women in Trouble                         | Elektra Luxx                 |            |
| 2009 | Under the Hood                           | Sally Jupiter / Silk Spectre | Phim ngắn  |
| 2010 | The Mighty Macs                          | Cathy Rush                   |            |
| 2010 | Elektra Luxx                             | Elektra Luxx                 |            |
| 2010 | Every Day                                | Robin                        |            |
| 2010 | Faster                                   | Cicero                       |            |
| 2011 | I Melt With You                          | Laura                        |            |
| 2011 | Girl Walks into a Bar                    | Francine Driver              |            |
| 2011 | Sucker Punch                             | Dr. Vera Gorski              |            |
| 2011 | Mr. Popper's Penguins                    | Amanda Popper                |            |
| 2011 | New Year's Eve                           | Dr. Morriset                 |            |
| 2012 | Hotel Noir                               | Hanna Click                  |            |
| 2013 | By Virtue Fall                           | Actress                      |            |
| 2013 | Man of Steel                             | Kelor                        | Lồng tiếng |
| 2014 | Match                                    | Lisa                         |            |
| 2015 | San Andreas                              | Emma                         |            |
| 2015 | Wayward Pines                            | Kate Hewson                  |            |
| 2016 | Batman v Superman: Dawn of Justice       | Kelor                        | Lồng tiếng |
| 2016 | Wolves                                   | Jenny Keller                 |            |
| 2016 | Bling                                    | Catherine                    | Lồng tiếng |
| 2017 | The Space Between Us                     | Kendra                       |            |
| 2017 | Gerald's Game                            | Jessie Burlingame            |            |
| 2021 | Gunpowder Milkshake                      | Madeleine                    |            |